# Wildboyz
Wildboyz är en amerikansk tv-serie där Chris Pontius och Steve-O, kända från tv-serien Jackass, har huvudrollerna. Ibland medverkar även andra personer, som Wee-Man och Johnny Knoxville, och oftast har Chris och Steve-O med sig en guide vid namn Manny Puig som instruerar dem hur de ska handskas med de olika djur de stöter på.
Serien, som produceras av TV-kanalen MTV, har spelats in i fyra säsonger sedan debuten 2003. En femte säsong planerades, men efter Steve Irwins plötsliga död uttryckte Pontius och Steve-O sin oro över att något sådant kunde hända en professionell djurskötare och att de själva som amatörer var tvungna att sätta sin egen säkerhet i första hand och produktionen lades därför ned.

## Handling
Chris och Steve-O åker runt till olika ställen i världen, vanligtvis Indien, Sydafrika och Australien, och söker djur som de kan störa på något sätt, vilket gör att de ofta sätter sig själva i farliga situationer. De blir också bitna då och då, då de även skrattar åt i princip allt de gör. I varje avsnitt sätter de en svart strumpa med plastögon och ormtunga av papper på handen. Med denna smyger de sig fram och smäller till ett byte, det vill säga någon i filmstaben, och utropar orden ”Black Mamba” (’svart mamba’).
Ledmotivet är skrivet och framförs också av det norska rockbandet Turbonegro